# 실리콘 비치
실리콘 비치(Silicon Beach)는 로스앤젤레스 광역권의 웨스트사이드 지역으로, 스타트업을 포함한 500개 이상의 기술 기업들이 입주해 있다. 특히 로스앤젤레스 국제공항 북쪽부터 산타모니카 산맥까지의 해안 지역에 적용되지만, 이 용어는 로스앤젤레스 분지의 대부분 지역에 느슨하게 또는 속어로 적용될 수도 있다. 여기에 씨앗을 뿌린 스타트업으로는 스냅챗과 틴더가 있다. 이 지역에 사무실을 개설한 주요 기술 기업으로는 구글, 야후!, 유튜브, 버즈피드, 페이스북, 세일즈포스닷컴, AOL, 일렉트로닉 아츠, 로쿠, 소니그룹, 엣지캐스트 네트워크, 마이스페이스, 아마존닷컴, 애플, 넷플릭스가 있다. 2012년 일부 측정치에 따르면, 이 지역은 세계에서 두 번째 또는 세 번째로 중요한 기술 허브였다. 2013년 상반기에 실리콘 비치의 94개 신생 스타트업은 5억 달러 이상의 자금을 유치했으며, 9건의 인수합병이 있었다.
이 지역은 북아메리카 서부에서 가장 크고 연결성이 좋은 공항인 로스앤젤레스 국제공항에 비교적 쉽게 접근할 수 있다.
샌프란시스코 베이 지역과 마찬가지로 기술 기업의 유입은 이미 해변 위치 때문에 높았던 플라야 비스타, 플라야 델 레이, 웨스트체스터, 산타모니카, 베니스의 주택 및 사무실 임대료와 부동산 가격을 상승시켰다. 이러한 영향은 마리나 델 레이와 허모사 비치에도 파급되고 있다.
근처의 컬버 시티, 웨스트 LA, 엘 세군도에도 스타트업 주머니가 생겨났다. 다른 주머니로는 다운타운 로스앤젤레스, 베벌리힐스, 할리우드, 글렌데일, 샌퍼낸도밸리가 있다. 기업들이 이 중앙 위치의 고소득 지역에 집중되는 경향은 인종적 소수자들이 외곽 지역에 거주하는 경향이 있어 이들이 노동력에 합류하는 것의 타당성에 대한 우려를 제기했다.
실리콘 비치에는 Amplify.LA, Science, 디즈니 액셀러레이터, 테크스타스, 세다스 시나이와 같은 스타트업 인큐베이터 및 액셀러레이터도 있다.
2021년 로스앤젤레스 광역권은 미국 내 모든 광역권 중 가장 많은 88,000명의 엔지니어가 거주했다. 로스앤젤레스 군의 고등 교육 기관은 연간 6,600명의 공학 전공자를 배출하는데, 이는 미국 내 모든 군 중에서 가장 많은 수치이다.
실리콘 비치에 본사를 둔 고등 교육 기관으로는 로욜라 메리마운트 대학교와 오티스 미술 디자인 대학이 있다. 인근 남부 캘리포니아 지역에 위치하거나 실리콘 비치 인근에 위성 캠퍼스를 둔 다른 고등 교육 기관으로는 다음이 포함된다: 페퍼다인 대학교, 산타모니카 칼리지, 아트 센터 디자인 칼리지, 캘리포니아 공과대학교, 캘리포니아 대학교 로스앤젤레스, 서던캘리포니아 대학교, 옥시덴털 칼리지, 캘리포니아 주립 대학교 로스앤젤레스, 캘리포니아 주립 대학교 노스리지, 캘리포니아 주립 대학교 롱비치, 캘리포니아 주립 대학교 도밍게즈 힐스, 캘리포니아 주립 폴리테크닉 대학교 포모나, 클레어몬트 칼리지.

## 실리콘 비치에 본사를 둔 기술 기업 목록
| 기업                                | 설립 연도 | 산업                                      | 기업 가치                            |
| ----------------------------------- | --------- | ----------------------------------------- | ------------------------------------ |
| Abstract                            | 2020      | 정부 기술                                 |                                      |
| AdColony                            | 2011      | 광고 기술                                 | 오페라에 3억 5천만 달러에 인수됨     |
| 에이지 오브 러닝                    | 2007      | 교육                                      |                                      |
| 비티움                              | 2012      | 클라우드 컴퓨팅                           | 구글에 미공개 금액으로 인수됨        |
| Branded Online                      | 2010      | 전자 상거래 및 온라인 마케팅 대행사       |                                      |
| 코너스톤 온디맨드                   | 1992      | 클라우드                                  |                                      |
| Distillery                          | 2008      | 모바일 애플리케이션 개발, UX/UI           |                                      |
| 달러 셰이브 클럽                    | 2011      | 소비재                                    | 유니레버에 10억 달러에 인수됨        |
| 이즈 (기업)                         | 2014      | 삼속                                      |                                      |
| 엔플러그                            | 2012      | 소프트웨어                                | 250만 달러                           |
| Fair                                | 2016      | 자동차, 핀테크                            |                                      |
| Falcon Computing Solutions          | 2014      | 고성능 컴퓨팅, FPGA 가속 - 도구 및 솔루션 |                                      |
| Flexport                            | 2013      | 디지털 화물 운송                          |                                      |
| 플로캐스트                          | 2013      | 회계 소프트웨어                           |                                      |
| Flustr                              | 2019      | 소비자 기술, 엔터테인먼트                 |                                      |
| 풀스크린 (기업)                     | 2011      | 디지털 미디어                             |                                      |
| Gnarbox                             | 2014      | 가전제품                                  |                                      |
| GOAT                                | 2015      | 전자 상거래, 패션 (운동화)                |                                      |
| 헤드스페이스 (명상 앱)              | 2010      | 건강                                      |                                      |
| HelenHealth (ZB Technologies, Inc.) | 2016      | 디지털 건강                               |                                      |
| 더 어니스트 컴퍼니                  | 2012      | 전자 상거래                               |                                      |
| 허니 (기업)                         | 2012      | 캐시백 웹사이트, 온라인 쿠폰              | 2020년 페이팔에 40억 달러에 인수됨   |
| 훌루                                | 2007      | 텔레비전 스트리밍 서비스                  | 158억 달러                           |
| 하이퍼루프 원                       | 2014      | 교통                                      |                                      |
| 리걸줌                              | 1999      | 법률                                      |                                      |
| Libermans Co                        | 2021      | 투자                                      | 4억 달러                             |
| MatchCraft                          | 1998      | 디지털 마케팅 플랫폼 기술 및 서비스       |                                      |
| mayk.it                             | 2020      | AI 음악 기술                              |                                      |
| 메트로폴리스 테크놀로지스           | 2017      | 주차 및 인공지능 회사                     |                                      |
| MuteSix                             | 2014      | 성과 마케팅 대행사                        |                                      |
| 내스티 갤                           | 2006      | 소매                                      | 미공개 - 챕터 11                     |
| 오큘러스 VR                         | 2012      | 가상 현실                                 | 2014년 페이스북에 20억 달러에 인수됨 |
| Onestop Internet                    | 2004      | 풀 서비스 전자 상거래 대행사              |                                      |
| 링 (기업)                           | 2012      | 가정 보안 장치                            | 아마존에 10억 달러에 인수됨          |
| 라이엇 게임즈                       | 2006      | 비디오 게임                               |                                      |
| 사이언스 37                         | 2014      | 의료 기술                                 |                                      |
| 스코플리                            | 2011      | 비디오 게임                               | 17억 달러                            |
| 서비스타이탄                        | 2012      | 소프트웨어 기술 플랫폼                    | 83억 달러                            |
| Snail Games                         | 2000      | 비디오 게임                               |                                      |
| 스냅 (기업)                         | 2011      | 소셜 미디어                               | 230억 달러                           |
| 스왑벅스                            | 2007      | 디지털 보상 및 캐시백                     |                                      |
| Tala                                | 2011      | 핀테크                                    |                                      |
| 쓰라이브 마켓                       | 2013      | 전자 상거래                               |                                      |
| TI Health                           | 2010      | 데이터 및 분석, 헬스케어 디지털 마케팅    |                                      |
| 타이거커넥트                        | 2010      | 메시징, 텍스트 분석, 통신 인프라          | 6억 2,500만 달러                     |
| 틴더                                | 2012      | 소셜 미디어                               |                                      |
| 트루카                              | 2005      | 자동차 웹사이트                           | 16억 5천만 달러                      |
| 왝 (기업)                           | 2014      | 애완동물                                  |                                      |
| WebJoint                            | 2014      | 대마초                                    |                                      |
| 위스퍼 (앱)                         | 2012      | 소셜 미디어                               |                                      |
| Wpromote                            | 2001      | 디지털 마케팅 대행사                      |                                      |
| .xyz                                | 2014      | 인터넷 도메인 레지스트리                  |                                      |
| ZestFinance                         | 2009      | 핀테크                                    |                                      |
| 집리크루터                          | 2010      | 고용                                      |                                      |

## 다른 사용
- 1983년: PC 매거진은 IBM이 개인용 컴퓨터를 개발하고 다른 기술 기업들이 시설을 갖춘 보카러톤을 "서부의 위대한 계곡에 대한 경의를 표하며 실리콘 비치라고 부르기 시작했다"고 보도했다.[38]
- 1984년: 실리콘 비치 소프트웨어가 샌디에이고에 설립되었다.[39]
- 2008년: 실리콘 비치 오스트레일리아는 시드니, 멜버른, 브리즈번, 퍼스의 스타트업 허브를 포함한 이 나라의 기술 산업을 설명하는 데 사용되었다.[40][41]